# Paul Hartog
Paul Julius Hartog (geboren 20. März 1868 in Goch oder Mülheim an der Ruhr; ermordet 16. Dezember 1942 im Ghetto Theresienstadt) war ein deutscher Bankier.

## Leben

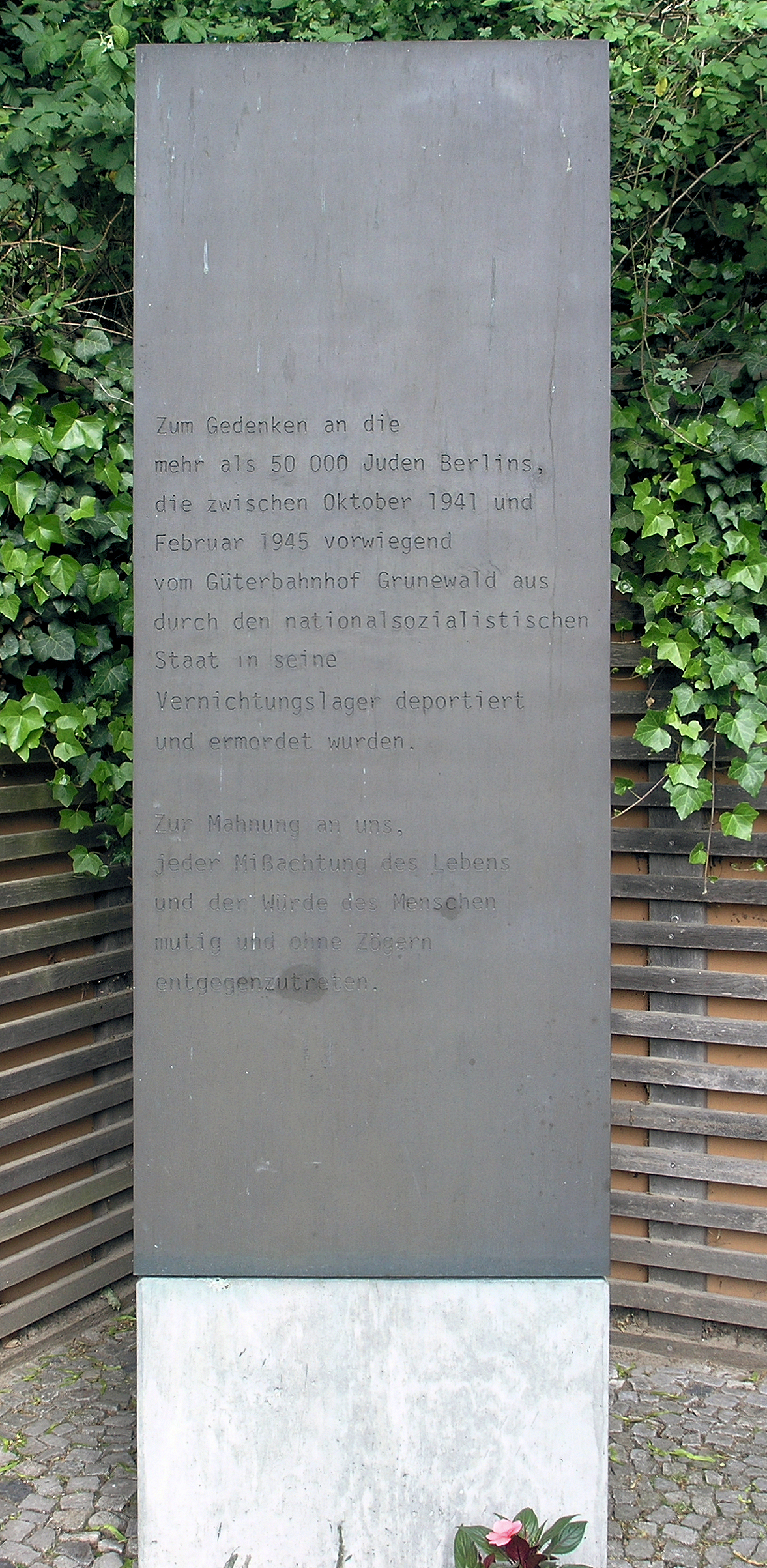
Gedenktafel am Bahnhof Berlin-Grunewald „... für mehr als 50000 Juden Berlins ... zur Mahnung an uns, jeder Mißachtung des Lebens und der Würde des Menschen mutig und ohne zu zögern entgegenzutreten“

Paul Hartog entstammte einer jüdischen Familie. Sein Vater wirkte als Bankier in Aachen; seine Mutter war eine geborene Hanau.
Hartog durchlief eine Ausbildung im Bankhaus Gustav Hanau in Mülheim/Ruhr und arbeitete anschließend in der Breslauer Disconto-Bank. Später wurde er zum Stellvertreter des Vorstands der Darmstädter Bank gewählt.
Mitten im Ersten Weltkrieg gründete Hartog 1917 in Berlin die nach ihm benannte Privatbank Hartog & Co., deren Inhaber er zugleich war. Zudem war er Mitglied in mehreren Aufsichtsräten; als Aufsichtsratsvorsitzender leitete er die in Berlin ansässigen Aktiengesellschaften Adler Phonograph AG und Orchestrola-Vocalion AG.
Paul Hartog war Mitglied des Kaiser Friedrich Museumsvereins (KFMV), dessen Zweck die Förderung der Gemäldegalerie sowie der Skulpturensammlung der Staatlichen Museen zu Berlin ist.
Hartog heiratete Gertrude Katz, genannt Trude, Tochter des in Hannover tätigen Bankiers Simon Katz.
Zur Zeit des Nationalsozialismus wohnte Paul Hartog privat im Haus Hubertusallee 38 in Berlin-Grunewald. Anfang der 1930er Jahre wirkte er noch als Seniorchef in seiner Firma, trat jedoch um 1935 im Zuge der „Arisierung“ als Gesellschafter aus dem Bankhaus aus, das damit als „entjudet“ galt.
Am 7. Juli 1942 wurde Paul Hartog von Berlin in das Ghetto Theresienstadt deportiert, wo er nach fünf Monaten am 16. Dezember des Jahres ermordet und seine Leiche wenige Tage später im Krematorium verbrannt wurde.